# Temple (Oklahoma)
Temple is een plaats (town) in de Amerikaanse staat Oklahoma, en valt bestuurlijk gezien onder Cotton County.

## Demografie
Bij de volkstelling in 2000 werd het aantal inwoners vastgesteld op 1146.
In 2006 is het aantal inwoners door het United States Census Bureau geschat op 1134, een daling van 12 (-1,0%).

## Geografie
Volgens het United States Census Bureau beslaat de plaats een oppervlakte van
3,4 km², geheel bestaande uit land. Temple ligt op ongeveer 307 m boven zeeniveau.

## Plaatsen in de nabije omgeving
De onderstaande figuur toont nabijgelegen plaatsen in een straal van 24 km rond Temple.